# ザ・ニュー・クール
『ザ・ニュー・クール』（The New Cool）は、ボブ・ジェームスとネイザン・イーストが2015年に連名で発表したスタジオ・アルバム。日本で先行発売された。

## 背景
ジェームスとイーストは、1990年よりフォープレイのメンバーとして活動しており、ジェームスは本作に関して「25年以上にわたる彼とのライヴ・パフォーマンスを経て、私はネイザンとプレイすればするほど、彼とシンクロしてぴったり息があっていくのを感じるんだ。ドラムがあろうがなかろうがね」と語っている。大部分の曲はインストゥルメンタルだが、ウィリー・ネルソンのカヴァー「クレイジー」ではヴィンス・ギルがボーカルを担当し、イーストも一部の曲でスキャットを披露した。

## 反響・評価
アメリカでは『ビルボード』のジャズ・アルバム・チャートで5位に達した。ジェームスは第58回グラミー賞において、収録曲「ゴースト・オブ・ア・チャンス」により最優秀編曲賞（インストゥルメンタルまたはアカペラ）にノミネートされた。
アンディ・ケルマンはオールミュージックにおいて5点満点中3点を付け「大部分の曲は穏やかで寛げるため、簡単に楽しんで作られた作品のように聴こえるが、楽し気でありつつ深みもある相互の即興演奏に重点が置かれていることも感じ取れるだろう」と評している。

## 収録曲
特記なき楽曲はボブ・ジェームス作。
1. ザ・ニュー・クール - "The New Cool" - 7:08
2. オリヴァーズ・バッグ - "Oliver's Bag" (Nathan East, Jeff Babko) - 5:07
3. オール・ウィル・ビー・リヴィールド - "All Will Be Revealed" - 4:32
4. ミッドナイト・ラヴ/ラヴ・ミー・アズ・ゾウ・ゼア・ワー・ノー・トゥモロー - "Midnight Magic / Love Me as Though There Were No Tomorrow" (Bob James / Harold Adamson, Jimmy McHugh) - 5:14
5. クレイジー - "Crazy" (Willie Nelson) - 5:04
6. ハウ・ディープ・イズ・ジ・オーシャン - "How Deep Is the Ocean" (Irving Berlin) - 4:35
7. カントォ・イ・ラ・ダンツァ - "Canto Y La Danza" (N. East, J. Babko) - 5:06
8. ワルツ・フォー・ジュディ - "Waltz for Judy" (N. East, J. Babko) - 3:27
9. シアトル・サンライズ - "Seattle Sunrise" - 4:10
10. ゴースト・オブ・ア・チャンス - "Ghost of a Chance" (Bing Crosby, Ned Washington, Victor Young) - 5:24
11. タービュランス - "Turbulence" - 3:51

### 日本盤ボーナス・トラック
1. メモリーズ・オブ・ユー - "Memories of You" (Andy Razaf, Eubie Blake)

## 参加ミュージシャン
- ボブ・ジェームス - ピアノ、キーボード
- ネイザン・イースト - ベース、ボーカル
- スコット・ウィリアムソン - ドラムス
- ラファエル・パディラ - パーカッション
- ナッシュヴィル・レコーディング・オーケストラ - オーケストラ
  - デヴィッド・デヴィッドソン - コンサートマスター
- ヴィンス・ギル - ボーカル(on #5)